# Westerhout 49-2
Westerhout 49-2 — звезда в H II области Westerhout 49. Относится к звёздам спектрального класса O. Является самой массивной звездой в своей области H II: по одной оценке, её масса составляет 250 M⊙, по другой — не превышает 240 M⊙. Эффективная температура этой звезды составляет 35 500 K. Расстояние от Земли составляет 36 200 световых лет.

## Характеристики
Westerhout 49-2 находится в H II области Westerhout 49 на расстоянии 11,1 килопарсек от Солнца. Звезда является одной из самых ярких, со светимостью 4 365 000 светимостей Солнца. Эффективная температура звезды составляет 35 500 кельвинов. Радиус Westerhout 49-2 составляет 55,29 радиусов Солнца.